# Alessandria Unione Sportiva 1953-1954
Questa pagina raccoglie le informazioni riguardanti l'Alessandria Unione Sportiva nelle competizioni ufficiali della stagione 1953-1954.

## Stagione
Nella stagione 1953-1954 l'Alessandria disputò il suo decimo campionato di Serie B.

## Divise
| 1ª divisa |

## Organigramma societario
Area direttiva
- Commissario straordinario: Adelio Taverna
- Consiglieri: Siro Gobbi, Luciano Lenti, Giuseppe Pampuro, Pietro Straneo, Adelio Taverna e Tito Testa

Area organizzativa
- Segretario: Piero Zorzoli
- Segretario amministrativo: Enrico Reposi

Area tecnica
- Preparatore atletico: Pietro Scamuzzi
- Allenatore: Giacomo Neri

Area sanitaria
- Medico sociale: Bruno
- Massaggiatore: Eugenio Taverna

## Rosa
| N. |                   | Ruolo | Calciatore             |
| -- | ----------------- | ----- | ---------------------- |
|    | Italia (bandiera) | P     | Emanuele Dalla Fontana |
|    | Italia (bandiera) | P     | Vincenzo Ravera        |
|    | Italia (bandiera) | D     | Luigi Bussetti         |
|    | Italia (bandiera) | D     | Mario Gabbiani         |
|    | Italia (bandiera) | D     | Bruno Garzena          |
|    | Italia (bandiera) | D     | Antonio Nicolazzini    |
|    | Italia (bandiera) | D     | Luigi Vitto            |
|    | Italia (bandiera) | C     | Giuseppe Bagliani      |
|    | Italia (bandiera) | C     | Cesare Campagnoli      |
|    | Italia (bandiera) | C     | Renzo Generani         |
|    | Italia (bandiera) | C     | Ernesto Giraudo        |

| N. |                   | Ruolo | Calciatore           |
| -- | ----------------- | ----- | -------------------- |
|    | Italia (bandiera) | C     | Luigi Masperi        |
|    | Italia (bandiera) | C     | Walter Mirabelli     |
|    | Italia (bandiera) | A     | Giacomo Amateis      |
|    | Italia (bandiera) | A     | Carlo Bey            |
|    | Italia (bandiera) | A     | Peppino Bocchio      |
|    | Italia (bandiera) | A     | Salvatore Campi      |
|    | Italia (bandiera) | A     | Dino Dania           |
|    | Italia (bandiera) | A     | Roberto Lerici       |
|    | Italia (bandiera) | A     | Ottorino Piatto      |
|    | Italia (bandiera) | A     | Roberto Serone       |
|    | Italia (bandiera) | A     | Gian Franco Tuberosa |

## Risultati

### Serie B

#### Girone di andata
| Arbitro: | Coppa (Mariano Comense) |

|                         |           |                        |
| Marchetto 52’, 67’, 75’ | Marcatori | 8’ Giraudo 19’ Bocchio |

| Arbitro: | Agnolin (Bassano del Grappa) |

|           |           |                |
| Lerici 2’ | Marcatori | 10’ Bettini II |

| Arbitro: | Arpaia (Roma) |

|                                 |           |                          |
| Pratesi 3’ Pin 11’ Mannucci 60’ | Marcatori | 20’ Amateis 42’ Tuberosa |

| Como 4 ottobre 1953 | Como             | 0 – 0 | Alessandria | Stadio Giuseppe Sinigaglia\| Arbitro: \| Rigato (Venezia) \| |
| Arbitro:            | Rigato (Venezia) |       |             |                                                              |

| Arbitro: | Grignani (Milano) |

|                           |           |            |
| Lerici 51’ Bey 76’ (rig.) | Marcatori | 61’ Ronchi |

| Arbitro: | Campanati (Milano) |

|            |           |              |
| Lerici 13’ | Marcatori | 90’ Bassetti |

| Arbitro: | Bernardi (Bologna) |

|                    |           |  |
| Rosa 63’ Morin 77’ | Marcatori |  |

| Arbitro: | Garzelli (Livorno) |

|            |           |             |
| Amateis 8’ | Marcatori | 21’ Avedano |

| Arbitro: | Menchini (Udine) |

|                                         |           |  |
| Cabas 20’, 40’ Sentimenti VI 62’ (rig.) | Marcatori |  |

| Arbitro: | Coppa (Mariano Comense) |

|               |           |               |
| Pavanello 52’ | Marcatori | 2’ Campagnoli |

| Arbitro: | Marchetti (Milano) |

|                 |           |                           |
| Serone 50’, 79’ | Marcatori | 27’ Lonardi 52’, 60’ Zian |

| Arbitro: | Occhinegro (Taranto) |

|                        |           |          |
| Carta 13’ Maronati 61’ | Marcatori | 8’ Campi |

| Arbitro: | Coppa (Mariano Comense) |

|                                                           |           |  |
| Lerici 4’ Campi 39’, 85’ Campagnoli 57’ Serone 83’ (rig.) | Marcatori |  |

| Arbitro: | Perego (Milano) |

|            |           |            |
| Lerici 11’ | Marcatori | 90’ Morgia |

| Arbitro: | Alterio (Roma) |

|            |           |  |
| Fabris 85’ | Marcatori |  |

| Arbitro: | Menchini (Udine) |

|             |           |  |
| Masperi 76’ | Marcatori |  |

| Arbitro: | Griggi (Brescia) |

|                 |           |               |
| Massagrande 26’ | Marcatori | 6’ Campagnoli |

#### Girone di ritorno
| Arbitro: | Perego (Milano) |

|  |           |                          |
|  | Marcatori | 28’ Occhetta 30’ Masiero |

| Arbitro: | Lo Bello (Siracusa) |

|           |           |           |
| Posio 85’ | Marcatori | 64’ Campi |

| Arbitro: | Jonni (Macerata) |

|                   |           |           |
| Bey 65’ Campi 79’ | Marcatori | 8’ Gritti |

| Arbitro: | Corallo (Lecce) |

|             |           |            |
| Maselli 16’ | Marcatori | 42’ Piatto |

| Arbitro: | Ferrari (Milano) |

|                                 |           |  |
| Klein 17’, 77’ Manenti 48’, 75’ | Marcatori |  |

| Arbitro: | Canepa (Genova) |

|                 |           |          |
| Serone 51’, 75’ | Marcatori | 23’ Rosa |

| Alessandria 17 marzo 1954 | Alessandria   | 0 – 0 | Pro Patria | Stadio Giuseppe Moccagatta\| Arbitro: \| Gemini (Roma) \| |
| Arbitro:                  | Gemini (Roma) |       |            |                                                           |

| Arbitro: | Ferrari (Milano) |

|                |           |  |
| Stivanello 21’ | Marcatori |  |

| Arbitro: | Grandville (Roma) |

|                                           |           |                               |
| Lerici 7’ Giraudo 73’ Campagnoli 79’, 82’ | Marcatori | 9’ Scarascia 60’ Giammarinaro |

| Arbitro: | Griggi (Brescia) |

|                                     |           |                         |
| Tuberosa 72’ Masperi 74’ Lerici 83’ | Marcatori | 3’ Pavanello 80’ Farina |

| Arbitro: | Lo Bello (Siracusa) |

|                                             |           |         |
| Zian 3’ Zecca 7’ Scaramuzzi 24’ Lonardi 60’ | Marcatori | 49’ Bey |

| Arbitro: | Pieri (Trieste) |

|                           |           |                  |
| Lerici 35’ Campagnoli 68’ | Marcatori | 33’ Santagostino |

| Arbitro: | Marangio (Roma) |

|                      |           |  |
| Valli 62’ Pellis 82’ | Marcatori |  |

| Arbitro: | Grandville (Roma) |

|            |           |  |
| Morgia 77’ | Marcatori |  |

| Arbitro: | Adami (Roma) |

|  |           |                        |
|  | Marcatori | 60’ Vicini 81’ Campana |

| Monza 23 maggio 1954 | Monza                        | 0 – 0 | Alessandria | Stadio San Gregorio\| Arbitro: \| Agnolin (Bassano del Grappa) \| |
| Arbitro:             | Agnolin (Bassano del Grappa) |       |             |                                                                   |

| Arbitro: | Righi (Milano) |

|                        |           |              |
| Lerici 17’ Giraudo 37’ | Marcatori | 14’ Lavarino |

## Statistiche

### Statistiche di squadra
| Competizione | Punti | In casa | In casa | In casa | In casa | In casa | In casa | In trasferta | In trasferta | In trasferta | In trasferta | In trasferta | In trasferta | Totale | Totale | Totale | Totale | Totale | Totale | DR  |
| Competizione | Punti | G       | V       | N       | P       | Gf      | Gs      | G            | V            | N            | P            | Gf           | Gs           | G      | V      | N      | P      | Gf     | Gs     | DR  |
| ------------ | ----- | ------- | ------- | ------- | ------- | ------- | ------- | ------------ | ------------ | ------------ | ------------ | ------------ | ------------ | ------ | ------ | ------ | ------ | ------ | ------ | --- |
| Serie B      | 29    | 17      | 9       | 5       | 3       | 29      | 20      | 17           | 0            | 6            | 11           | 10           | 30           | 34     | 9      | 11     | 14     | 39     | 50     | -11 |

### Statistiche dei giocatori
| Giocatore        | Serie B  | Serie B |
| Giocatore        | Presenze | Reti    |
| ---------------- | -------- | ------- |
| G. Amateis       | 13       | 2       |
| G. Bagliani      | 29       | 0       |
| C. Bey           | 22       | 3       |
| P. Bocchio       | 6        | 1       |
| L. Bussetti      | 20       | 0       |
| C. Campagnoli    | 23       | 8       |
| S. Campi         | 11       | 4       |
| E. Dalla Fontana | 19       | -28     |
| D. Dania         | 5        | 0       |
| M. Gabbiani      | 2        | 0       |
| B. Garzena       | 34       | 0       |
| R. Generani      | 7        | 0       |
| E. Giraudo       | 34       | 3       |
| R. Lerici        | 25       | 10      |
| L. Masperi       | 34       | 1       |
| W. Mirabelli     | 14       | 0       |
| A. Nicolazzini   | 11       | 0       |
| O. Piatto        | 12       | 1       |
| V. Ravera        | 15       | -22     |
| R. Serone        | 20       | 4       |
| G.F. Tuberosa    | 14       | 2       |
| L. Vitto         | 4        | 0       |